# Osielsko (gemeente)
De gemeente Osielsko is een landgemeente in het Poolse woiwodschap Koejavië-Pommeren, in powiat Bydgoski.
De zetel van de gemeente is in Osielsko.
Op 31 december 2006, telde de gemeente 8961 inwoners.

## Oppervlakte gegevens
In 2002 bedroeg de totale oppervlakte van gemeente Osielsko 102,89 km², waarvan:
- agrarisch gebied: 34%
- bossen: 57%

De gemeente beslaat 7,38% van de totale oppervlakte van de powiat.

## Demografie
Stand op 30 juni 2004:
| Omschrijving                   | Totaal | Totaal | Vrouwen | Vrouwen | Mannen | Mannen |
| ------------------------------ | ------ | ------ | ------- | ------- | ------ | ------ |
| eenheid                        | aantal | %      | aantal  | %       | aantal | %      |
| inwoners                       | 8182   | 100    | 4151    | 50,7    | 4031   | 49,3   |
| bevolkingsdichtheid (inw./km²) | 79,5   | 79,5   | 40,3    | 40,3    | 39,2   | 39,2   |

In 2002 bedroeg het gemiddelde inkomen per inwoner 2005,21 zł.

## Plaatsen
- Osielsko
- Żołędowo
- Maksymilianowo
- Jarużyn
- Niemcz
- Bożenkowo
- Niwy-Wilcze

## Aangrenzende gemeenten
Bydgoszcz, Dobrcz, Koronowo